# Palló Sándor
Palló Sándor (Sopron, 1823. december 23. – Sopron, 1890. október 7.) jogász, helytartósági tanácsos.

## Élete
Sopronban született, ahol apja, Palló Endre, ügyvéd volt. A gimnáziumot 1834-től szülővárosában, a jogot a pesti egyetemen 1844-ben végezte. 
Az ügyvédi vizsga letétele után Sopron város segédjegyzője lett. 1850-ben az ottani helytartósági osztálynál titkárrá nevezték ki. 1853 augusztusában a helytartótanácshoz Budára helyezték át tanácsosi minőségben. 1858-ban az egyetemnél az államtudományi államvizsgáló bizottmány alelnökévé nevezték ki; 1862-ben annak elnöke lett. 1867-től a Vallás- és Közoktatási Minisztériumban dolgozott. Később rövid időre a közlekedési minisztériumban működött. 1870-ben saját kérésére nyugdíjazták. Sopronba költözött, ahol a közügyek, főleg az egyháziak iránt érdeklődött. Az ágostai evangélikus egyháznak több évig felügyelője volt. A nyári hónapokban utazásokat tett. 1848-ban Olaszországban járt, később pedig Európa összes államát (Törökországot kivéve) beutazta. 
Az 1850-60-as években Török Pállal és Székács Józseffel baráti viszonyba lépett és a protestáns árvaház létesítése körül szerzett érdemeket. Az 1859-ben alakult árvaegylet alakulván, bizottmányi tagja, 1863-ban pedig elnöke lett. Végrendeletében 90 000 forint vagyonát közművelődési célokra hagyta.
Ligeti által festett arcképe a soproni evangélikus egyház tanácstermében van.

## Munkája
- Theses ex scientiis politicis, quas in reg. scient. univers. Hungarica pro laurea doctoratus ex universo jure legitime consequenda propugnandas suscepit anno 1844. Pestini, 1844